# Bataille de Caloocan
Guerre américano-philippine
Batailles
Guerre américano-philippine
- Luçon :

- Caloocan
- Caloocan (2e) (en)
- Calumpit (en)
- Mabitac (en)
- Malolos (en)
- Manille (en)
- Marilao River (en)
- Olongapo (en)
- Paete (en)
- Pagsanjan (en)
- Paye (en)
- Pulang Lupa (en)
- Quingua (en)
- San Jacinto (en)
- Santa Cruz (en)
- Santo Tomas (en)
- Tirad Pass (en)
- Zapote River (en)

- Visayas :

- Visayas
- Balangiga
- Balantang (en)
- Catubig (en)
- Lonoy (en)
- Malalag River (en)

- Mindanao :

- Makahambus Hill (en)
- Cagayan de Misamis (en)
- Agusan Hill (en)
- Siranaya (en)
- Rébellion des Moros (en)

La bataille de Caloocan se déroula le 10 février 1899 à Caloocan aux Philippines durant la guerre américano-philippine.

## Déroulement
Après la prise de La Loma, les troupes américaines du brigadier général Arthur C. MacArthur, Jr se sont emparées de la ville de Caloocan.